# Frank Essed

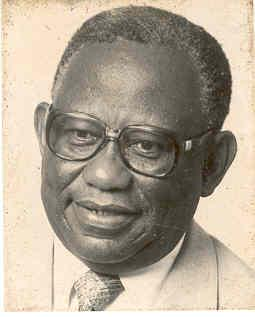
Een van de laatste foto's van Dr. Ir. Frank Essed

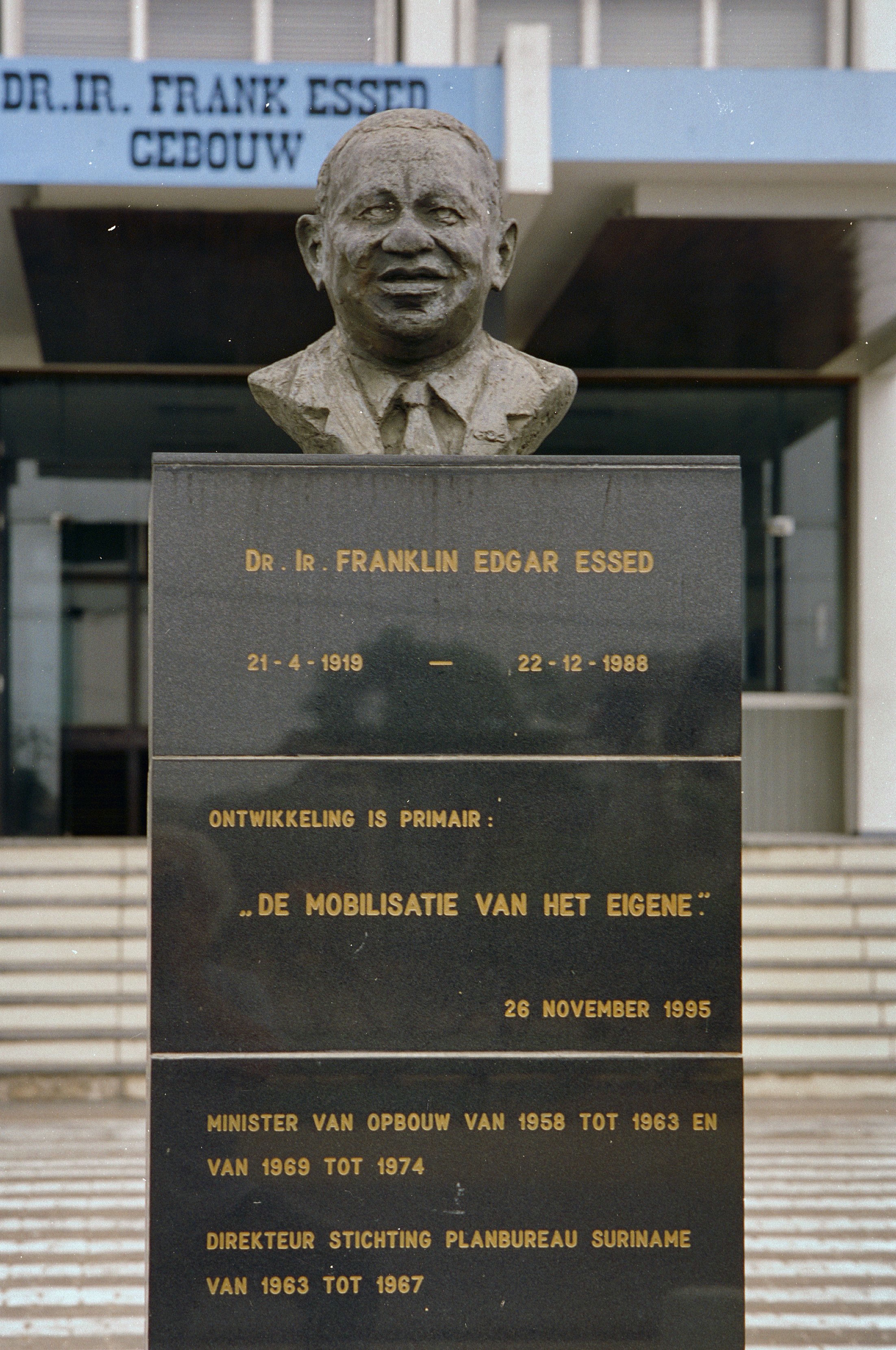
Borstbeeld van Essed in Paramaribo.

Franklin ("Frank") Edgar Essed (Paramaribo, 21 april 1919 – aldaar, 22 december 1988) was een Surinaams politicus en bosbouwkundige.

## Levensloop
Na de MULO volgde hij van 1936 tot 1940 een landmetersopleiding waarna hij gedurende 8 jaar als landmeter werkzaam was door geheel Suriname. In 1949 kwam hij naar Nederland waar hij bij de Landbouwhogeschool Wageningen in 1954 cum laude afstudeerde als bosbouwkundig ingenieur en in 1957 eveneens cum laude promoveerde.
Hij en Jules Sedney waren rond 1960 de eerste gekleurde leden uit de geschiedenis van de vrijmetselaarsloge Concordia.
Datzelfde jaar ging hij in Suriname werken bij de dienst 's Lands Bosbeheer (LBB) maar bij de vervroegde verkiezingen van 25 juni 1958 werd hij als NPS-lid in de Staten van Suriname gekozen. Op 5 juli werd het daaropvolgende kabinet onder leiding van premier S.D. Emanuels bekendgemaakt met Frank Essed als minister van het nieuwe ministerie van Opbouw. Dit ministerie omvatte de natuurlijke hulpbronnen (mijnbouw, bosbouw, waterkracht, grondbeleid), planning en ontwikkelingssamenwerking. Tijdens dit ministerschap zette Essed zich in voor Operation Grasshopper waarmee op meerdere plaatsen verspreid over Suriname eenvoudige vliegvelden werden aangelegd om het binnenland te ontsluiten en daardoor een snelle inventarisatie van de bodemschatten mogelijk te maken.
Bij de verkiezingen van 1963 werd hij geen kandidaat gesteld door de NPS en in het kabinet-Pengel I werd hij opgevolgd door de NPS'er Just Rens. Van 1963 tot 1967 was Essed directeur van de Stichting Planbureau Suriname. Zijn opvolger Rens kwam in conflict met de NPS en richtte in 1967 de Progressieve Nationale Partij (PNP) op. Essed werd lid en snel daarna voorzitter van de PNP die tijdens de verkiezingen in dat jaar 3 zetels kreeg in de Staten. Essed had zich niet kandidaat gesteld en was van 1967 tot 1969 hoofdambtenaar.
Als gevolg van stakingen viel begin 1969 het kabinet-Pengel waarna premier May van maart 1969 tot november 1969 leiding gaf aan een interim-kabinet. Bij de vervroegde verkiezingen van 1969 behaalde het PNP-blok 8 zetels waardoor ook Essed in de Staten kwam. In het kabinet-Sedney werd hij wederom minister van Opbouw (al heette dat aanvankelijk nog het Ministerie van Mijnbouw, Bosbouw en Domeinen).
De verkiezingen van 1973 gingen vooral tussen enerzijds de Nationale Partij Kombinatie (NPS, PNR, PSV en KTPI) en anderzijds de VHP met als gevolg dat de PNP geen enkele zetel behaalde. Essed had zich reeds voor de verkiezingen van de PNP gedistantieerd. Hij werd adviseur van zijn opvolger (de NPS'er Michael Cambridge) en daarnaast had hij hoge functies in het bedrijfsleven.
In 1975 werd Essed de Surinaamse voorzitter van de Commissie Ontwikkelingssamenwerking Nederland-Suriname (CONS; de Nederlandse voorzitter was prof. F. van Dam). Met een deel van het geld dat Nederland aan Suriname bij de onafhankelijkheid in 1975 van Nederland ter beschikking had gesteld op grond van een integraal ontwikkelingsplan, werd begonnen aan de uitvoering van het West-Surinameplan. In het kader van dit plan werd van 1976 tot 1978 een 80 kilometer lange spoorweg aangelegd, van het inheems dorp Apoera naar het Bakhuisgebergte ten behoeve van bauxietwinning. Na de Sergeantencoup van 1980 is dat project uiteindelijk gestaakt, waardoor de spoorweg nooit is gebruikt. Al in een eerder stadium was duidelijk dat uitvoering van het project door onder andere gedaalde prijzen van bauxiet op de wereldmarkt waarschijnlijk verliesgevend zou worden. In de jaren rond 2005 werd door grote bauxietmaatschappijen weer belangstelling getoond voor de bauxiet in het Bakhuisgebergte.
Na die staatsgreep in 1980 onder leiding van Desi Bouterse werd Frank Essed net als meerdere andere adviseurs en politici gearresteerd en naar de Santo Boma gevangenis gebracht. Essed heeft in totaal 9 maanden vastgezeten en kreeg in pas maart 1983 te horen dat er niets tegen hem gevonden was.
Na het verlaten van de kerstviering in het NPS-gebouw op 22 december 1988 raakte hij dodelijk gewond bij een verkeersongeluk toen hij de weg overstak waarna hij op 69-jarige leeftijd overleed in de ambulance.
Het pand aan de Dr. Sophie Redmondstraat in Paramaribo dat voorheen bekendstond als Regeringsgebouw heet tegenwoordig het "Dr. Ir. Frank Essed Gebouw". Hierin zijn onder andere het ministerie van Planning en Ontwikkelingssamenwerking (PLOS), het Planbureau en het Kabinet van de Vicepresident gevestigd. Ervoor staat sinds 1998 een borstbeeld van Essed gemaakt door Erwin de Vries. Het Dr. Ir. Franklin Essed Stadion is naar hem vernoemd.
In 2020 was aan Frank Essed een maand op de Iconenkalender van NAKS gewijd.

## Publicaties
- Ontwikkelings memorandum : Surinaamse natuurlijke hulpbronnen (1964)
- De Universiteit van Suriname : rapport van de Commissie "Universiteit i.o." (1966)
- Frank en vrij : voor en tegen van de N.P.S. (1966)
- Opbouw '70 : ontwikkelingsstart der zeventiger jaren (1971)
- Een volk op weg naar zelfstandigheid (1973)
- De mobilisatie van het eigene : een ruimtelijk-fysieke bijdrage aan de integrale planning (1975)
- Aktiviteiten in West Suriname : eerste verkenningsrapport Werkgroep West Suriname (1977)
- Development history of Suriname from explanation towards mobilization and stabilization (1988)

## Over Essed
- Roy Khemradj: Frank Essed. De mobilisatie van het Eigene. Biografie van een Surinaamse visionair. LM Publishers, 2024. ISBN 9789460229824